# Cotre

Cotre.

Le cotre (de l'anglais : cutter) est un voilier à un mât gréé en voile aurique à plusieurs focs, rapide et maniable, généralement équipé d'une grand-voile à corne, d'un flèche et de deux focs : le foc sensu stricto et la trinquette.

## Détail du gréement

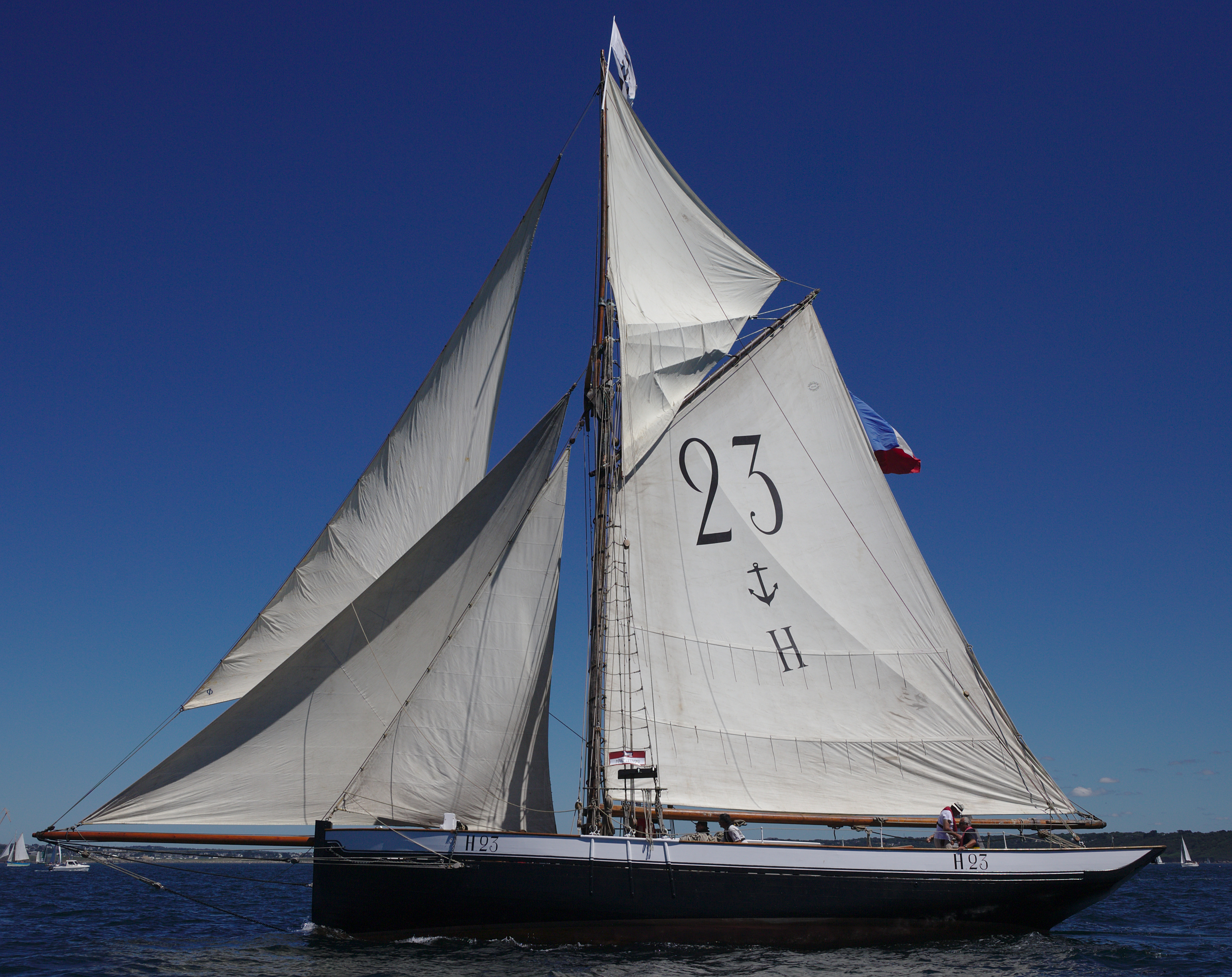
Le Marie-Fernand : cotre à flèche de 1894.

La bôme située en bas du mât supporte la grand-voile ; le foc et la trinquette sont en avant du mât. Dans les gréements traditionnels, la grand-voile est à corne ("cotre à corne") et le foc est amuré à un bout-dehors parfois très long.

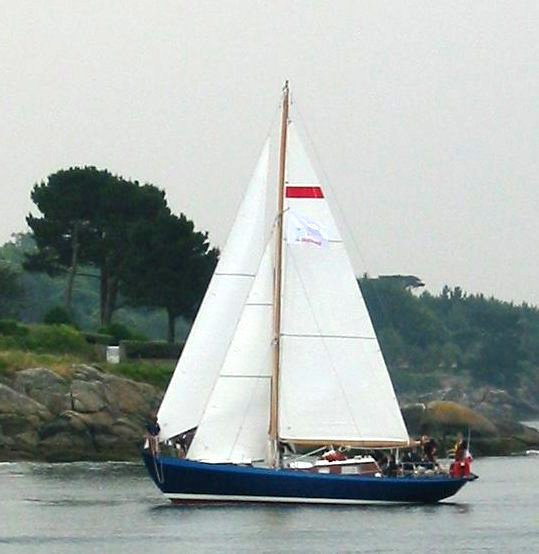
Sereine, cotre bermudien moderne.

Les voiliers modernes ont un système de voiles bermudiennes épurées et présentent seulement trois voiles : la grand-voile, le foc et la trinquette.

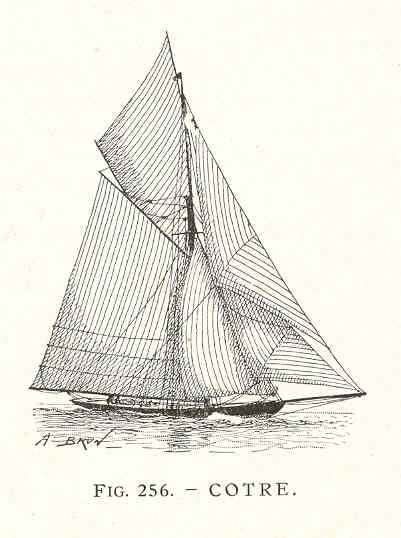
Un cotre : observer l'imposante voilure aurique par rapport au gabarit du navire.

Le principal avantage du cotre était la division des voiles d'avant (focs) et donc leur surface, ce qui permettait une manipulation plus facile. La généralisation des enrouleurs de génois a quelque peu enlevé de l'intérêt à ce type de gréement sur les bateaux de plaisance actuels.

## Utilisation historique

### Usage civil
Leur gréement, présentant une surface de voile importante par rapport au gabarit (mât pouvant atteindre une trentaine de mètres), en particulier grâce à leurs multiples voiles d'avant (focs), leur donnait d'excellentes qualités de vitesse et de manœuvrabilité, avec en particulier une capacité à remonter au vent bien meilleure que les navires à voiles carrées. Ils étaient très utilisés comme : 
- navire de pêche ; les termes sloop et cotre étaient à cette époque synonymes chez les pêcheurs[3] ;
- navire de cabotage (pour les plus gros modèles) ;
- bateaux pilotes dans les ports comme au Havre ; on appelait ces cotres « Hirondelles  »[1]. Les cotres étaient aussi utilisés pour des missions de liaison et de surveillance côtière. Pour cette raison, les marines britannique et américaine continuent à appeler cutters leurs garde-côtes.

### Usage militaire
Au temps de la marine à voile, les cotres étaient les plus petites unités des flottes militaires utilisées comme navire de guerre (corsaire par exemple) et appelé alors « cotres de guerre » (sloop-of-war). Ils étaient équipés de six à huit canons légers et de voiles carrées pour en augmenter la vitesse : on parle de « cotre à hunier » dans cette configuration de voiles. Le Renard, dernier bateau corsaire armé par Robert Surcouf, en est un exemple caractéristique.
| Différents usages du cotre                               | Différents usages du cotre | Différents usages du cotre      | Différents usages du cotre |
| -------------------------------------------------------- | -------------------------- | ------------------------------- | -------------------------- |
| Bateau pilote dans les ports avant l'arrivée des moteurs | Bateau de pêche            | Petit navire de guerre ou aviso | Plaisance ou bateau-école  |
|                                                          |                            |                                 |                            |

## Typologie et différences avec les gréements voisins
Le cotre est proche du sloop. Il diffère par la présence de focs multiples à l'avant (au moins deux focs pour le cotre et un seul pour le sloop). 
Les voiliers à un mât sans foc ne sont pas des cotres ni des sloops, mais sont appelés « catboats » de façon générale et « bateau à livarde », « canot à misaine », « bateau à voile latine »… suivant le type de voile.
Comme vu précédemment, un « cotre à hunier » est un cotre qui possède une à deux voiles carrées au-dessus de la grand-voile (hunier seul ou hunier + perroquet).
Les cotres sont généralement pontés et à quille (contrairement au dériveur).
Lorsqu'il possède un deuxième mât (tapecul) on parle de « cotre à tapecul » ou de yawl,, plus approprié.
| Typologie de navires à un mât    | Typologie de navires à un mât | Typologie de navires à un mât | Typologie de navires à un mât  | Typologie de navires à un mât       | Typologie de navires à un mât |
| -------------------------------- | ----------------------------- | ----------------------------- | ------------------------------ | ----------------------------------- | ----------------------------- |
| Nom du gréement                  | Cotre                         | Sloop                         | Catboat ou « Canot à misaine » | Yawl (« cotre ou sloop à tapecul ») | Cotre à hunier                |
| Terme anglais                    | cutter                        | sloop                         | Catboat                        | Yawl                                | topsail cutter                |
| Particularités                   | 2 focs ou plus                | 1 foc                         | Pas de foc                     | 2 mâts                              | 2 focs ou plus et huniers     |
| Schéma                           | Cotre                         | Sloop                         | Canot à misaine                | Cotre à tapecul, un type de yawl    | Cotre à hunier                |
| Exemple de gréement traditionnel |                               |                               |                                |                                     |                               |
| Exemple de gréement bermudien    |                               |                               |                                |                                     |                               |

## Exemples de navires

### Navires actuels ou encore visibles

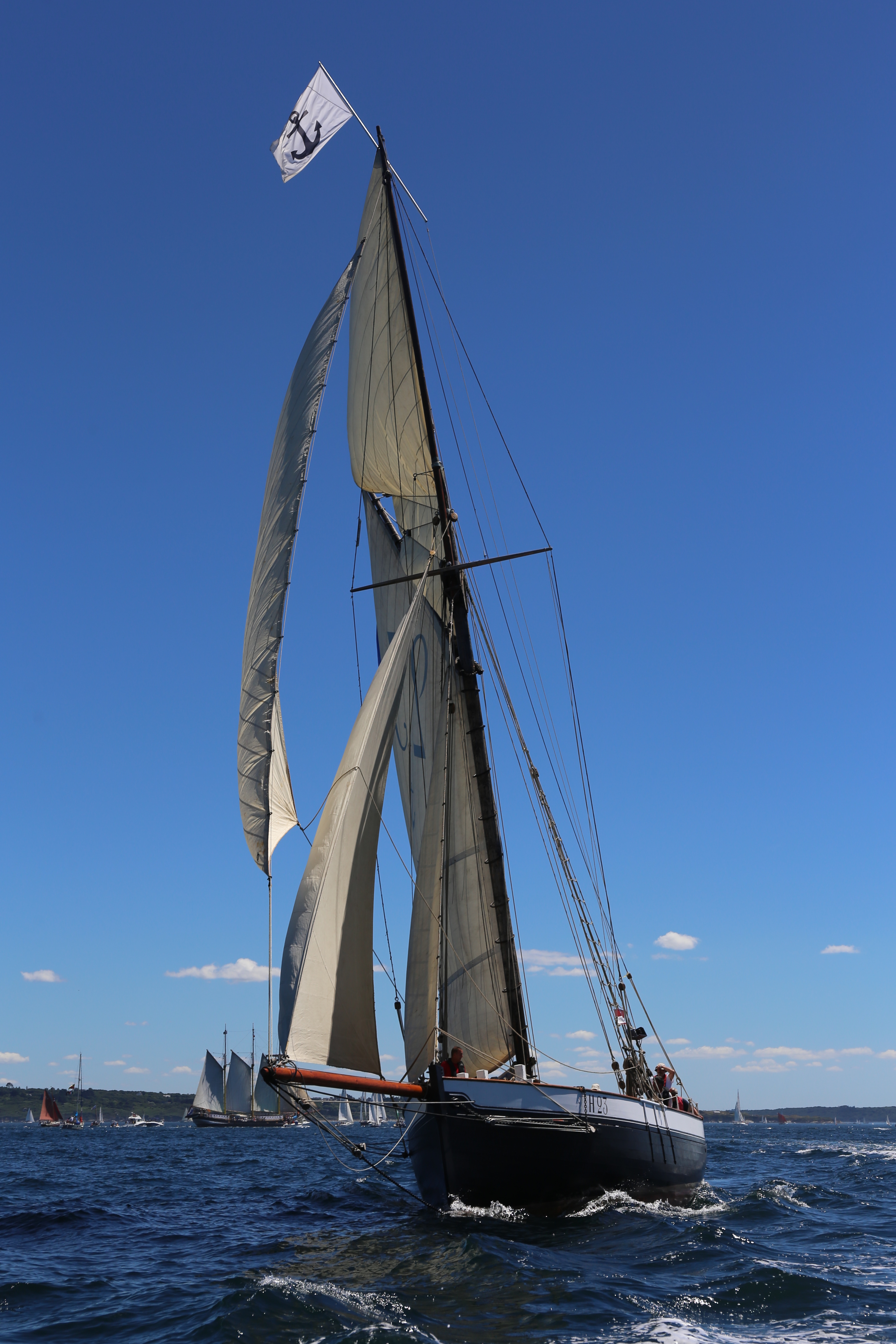
Le Marie-Fernand à Brest en 2016, vu de face.

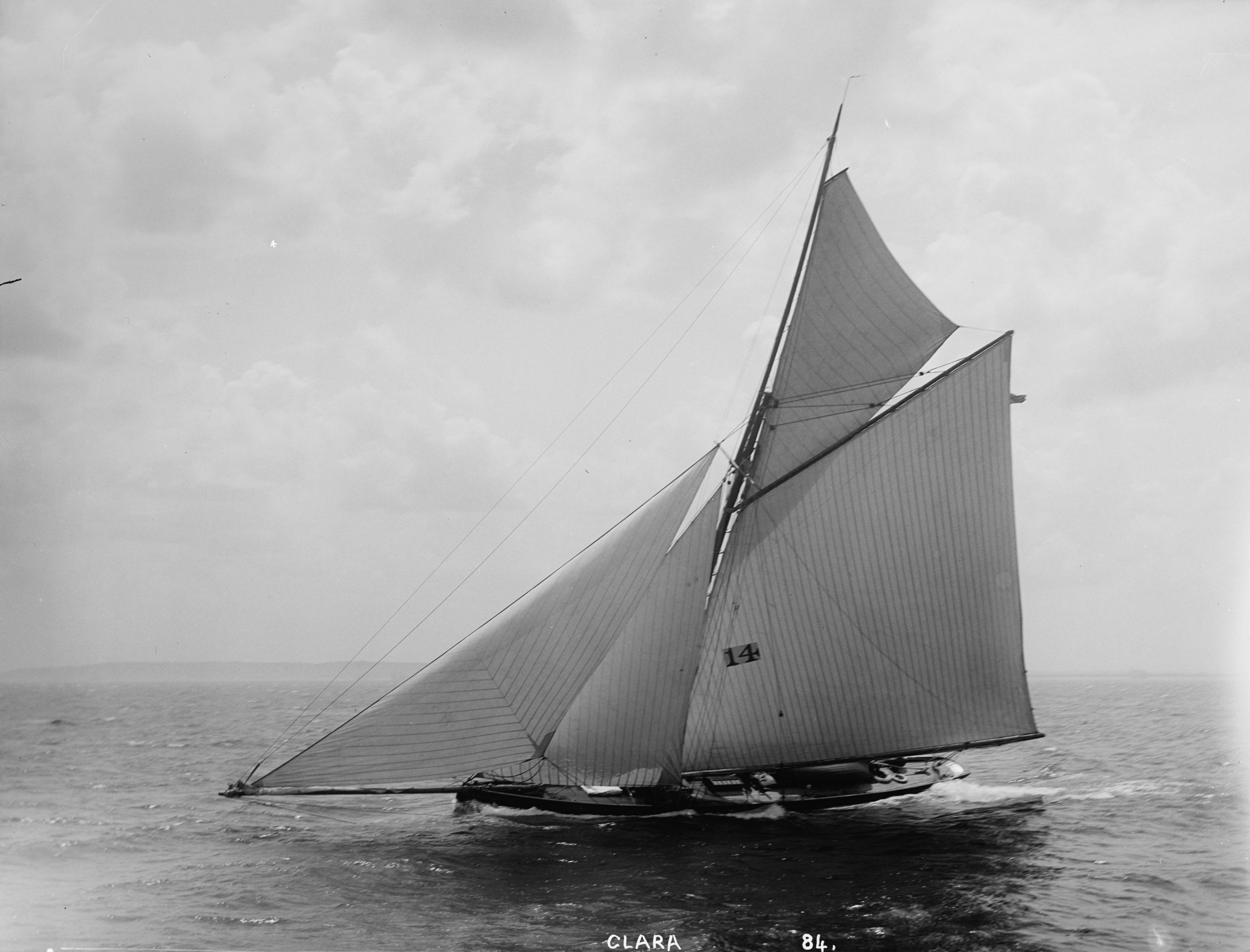
Le cotre Clara.

- Le Spray est un ancien cotre américain transformé ultérieurement en yawl.
- Le Landrath Küster (1889), plus ancien hochseekutter de la région de Hambourg.
- Le Marie-Fernand (1894) est un cotre-pilote français.
- Le NAN (1896) est un des premiers plan Fife parmi les plus performants en régate de sa génération.
- Le Pen Duick (1898).
- Le Lady Maud (1907) est un cotre aurique anglais avec mât de flèche.
- Le Viola (1908) est un cotre écossais aurique.
- Le Tuiga (1909) est un cotre de course monégasque.
- Le Jolie Brise (1913) est un cotre de fabrication française et qui sert de navire-école britannique.
- Le Sainte-Bernadette (1926) est un cotre français à voile aurique.
- Le Nethou-Vagabond (1926) est un cotre français.
- Le Mutin (1927) est un cotre de la Marine nationale française servant de navire-école.
- Le Winibelle II (1932) est un cotre norvégien à voiles auriques construit en France.
- Le Marie Madeleine (1934) est un cotre français à tapecul, type cordier du Cotentin construit en 1934.
- L’Oiseau de Feu (1937) est un cotre français classé monument historique.
- Le Khayyam (1938-39) est un cotre à coque bois français, construit aux Pays-Bas.
- Le Vieux Copain (1940) est un cotre à tapecul, ancien thonier.
- La Sinbad (1950) est un cotre bermudien français.
- La Sereine (1952) est un cotre bermudien français de 12,50 m.
- Le Renard est un cotre à hunier, réplique de celui du corsaire Robert Surcouf (1812).
- Le Marche-Avec (1991) cotre-sardinier de Concarneau.
- Le Saint-Michel II (1876, réplique 2011), bateau de Jules Verne et cotre de Nantes sur la base des Hirondelles de la Manche.
- Le Hope (caseyeur), cotre aurique de 1943 de Croix-de-Vie, classé monument historique depuis 1998.
- Le Saint-Quay (1947), cotre à tapecul en bois, ville de Saint-Quay-Portrieux.
- Le Skellig (2011) est une réplique de dundee langoustier d'Iroise (cotre à tapecul), construit à Douarnenez.
- La Marcelle, cotre bois à trois focs basé à Boyardville.
- Isis (1935), cotre Marconi, conçu pour la Fastnet de 1935 par Georges Baldenweck.
- Morna (1913), cotre conçu pour la Sydney-Hobart[6].

### Navires disparus

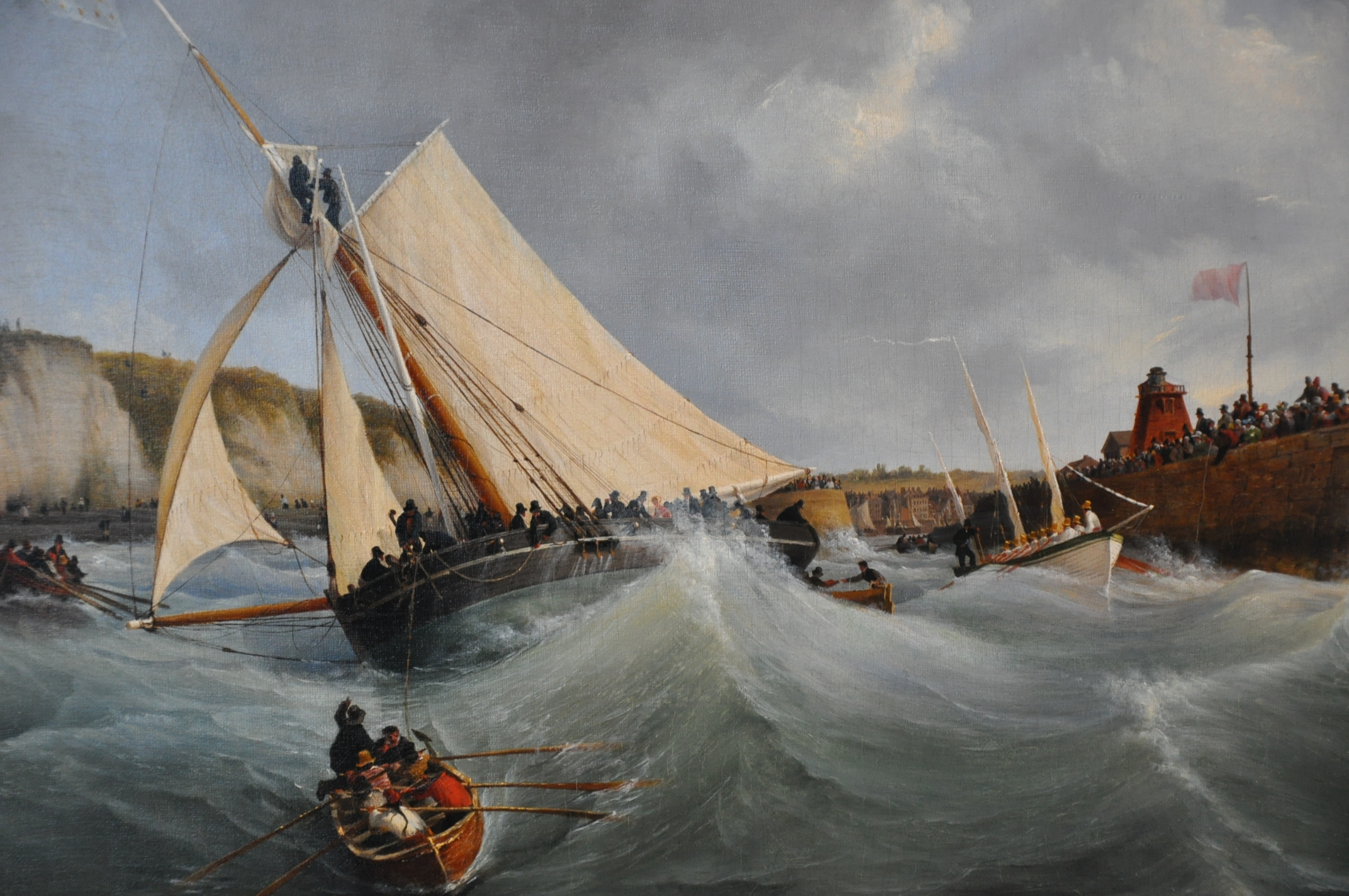
Tableau de Louis Garneray : le cotre Le Furet, 1827.

- Le Furet au service de la duchesse de Berry.